# Thomas M. Smith
|  | Dieser Artikel wurde aufgrund von formalen oder inhaltlichen Mängeln in der Qualitätssicherung Biologie zur Verbesserung eingetragen. Dies geschieht, um die Qualität der Biologie-Artikel auf ein akzeptables Niveau zu bringen. Bitte hilf mit, diesen Artikel zu verbessern! Artikel, die nicht signifikant verbessert werden, können gegebenenfalls gelöscht werden. Lies dazu auch die näheren Informationen in den Mindestanforderungen an Biologie-Artikel. |

Thomas Michael Smith (* 5. März 1955) ist ein US-amerikanischer Biologe und Autor zahlreicher Fachbücher über Ökologie. Er ist assoziierter Professor an der University of Tennessee.

## Publikationen
- Smith, R.L., T.M. Smith (2000): Elements of Ecology (4th ed. Update). Benjamin Cummings, Menlo Park, CA.
- Smith, R.L.; T.M. Smith (2000) Ecology and Field Biology (6th edition). Benjamin Cummings, Menlo Park, CA.
- Lugo, A.E., S.L. Brown, R. Dodson, T.M. Smith and H.H. Shugart (1999) The Holdridge Life Zones of the conterminous United States in relation to ecosystem mapping. Journal of Biogeography 26:1025-1038.